# 羟基苯并三唑
羟基苯并三唑有多种同分异构体，它们是：
- 1-羟基苯并三唑
- 4-羟基苯并三唑
- 5-羟基苯并三唑

|  | 这个同类索引页列出了具有相同或相似标题的化学条目。 除非您是有意链接至本页，否则应将相应条目的内部链接指向正确的条目。 |